# Leone d'argento per la migliore sceneggiatura
Il Leone d'argento per la migliore sceneggiatura viene assegnato agli sceneggiatori votati come migliori durante la Mostra internazionale d'arte cinematografica di Venezia.
Nel corso degli anni, il premio di sceneggiatura è stato assegnato in modo irregolare, spesso come parte dell'Osella d'oro, prima di assumere la sua forma attuale come Leone d'argento a partire dal 2013.

## Albo d'oro

### Anni 2000
- 2000: Claudio Fava, Marco Tullio Giordana e Monica Zapelli - I cento passi  ·   Italia
- 2001: Alfonso Cuarón e Carlos Cuarón - Y tu mamá también - Anche tua madre (Y tu mamá también)  ·   Messico

### Anni 2010
- 2013: Steve Coogan e Jeff Pope - Philomena  ·   Regno Unito
- 2014: Rakhshan Bani-Etemad e Farid Mostafavi - Ghesse-ha  ·   Iran
- 2015: Christian Vincent - La corte (L'Hermine)  ·   Francia
- 2016: Noah Oppenheim - Jackie  ·   Stati Uniti/ Cile
- 2017: Martin McDonagh - Tre manifesti a Ebbing, Missouri (Three Billboards Outside Ebbing, Missouri)  ·   Stati Uniti
- 2018: Joel ed Ethan Coen - La ballata di Buster Scruggs (The Ballad of Buster Scruggs)  ·   Stati Uniti
- 2019: Yonfan -  Jìyuántái qīhào (繼園臺七號)  ·   Hong Kong

### Anni 2020
- 2020:  Chaitanya Tamhane – The Disciple
- 2021:  Maggie Gyllenhaal – La figlia oscura (The Lost Daughter)[2][3]
- 2022:  Martin McDonagh – Gli spiriti dell'isola (The Banshees of Inisherin)
- 2023:  Guillermo Calderón e Pablo Larraín – El Conde
- 2024:  Murilo Hauser ed Heitor Lorega – Io sono ancora qui (Ainda estou aqui)